# James Gresham
James Gresham (* 28. Dezember 1836 in Nottinghamshire; † 13. Januar 1914 in Ashton-upon-Mersey) war ein britischer Eisenbahn-Ingenieur, der einige Verbesserungen an der Dampflokomotive erfand.
Während der Ausbildung zum Künstler kam Gresham in Kontakt mit William Frith, der ihm riet, sich mit konstruktivem Zeichnen für den Maschinenbau zu befassen. Ab 1857 arbeitete Gresham  als Zeichner für Sharp, Stewart and Company in Manchester an der Konstruktion von Lokomotiven, einschließlich der Verbesserung der Bremsen. Er setzte seinen Erfindergeist auch bei Textilmaschinen ein.
1864 begann Gresham, den Injektor von Henri Giffard zu verbessern. 1865 verließ Gresham Sharp und Stewart und eröffnete nach einer Zeit in London 1866 sein eigenes Werk in Manchester zur Herstellung von Nähmaschinen und Injektoren. Ihm schlossen sich Thomas Craven und J. S. Heron an, doch als Heron 1880 starb, wurde die Firma in Gresham & Craven umbenannt. Im Jahr 1877 meldete Gresham sein erstes Patent für die Verbesserung der Vakuumbremse an, dem viele weitere folgen sollten. Zusammen mit Francis Holt, dem Leiter der Ausbesserungswerks der Midland Railway in Derby, entwickelte Gresham ab 1885 die erste Sandstreueinrichtung, bei dem der Sand mit Dampf ausgetragen wurde, was wesentlich effektiver war als die bis dato verwendeten Schwerkraft-Sandstreueinrichtungen. Ursprünglich wollte Gresham Teile der Westinghouse-Bremsausrüstung für seinen Sander verwenden, aber Westinghouse verweigerte die Genehmigung, was aber gleichzeitig dafür sorgte, dass die Midland Railway nicht mehr an der von Westinghouse entwickelten Druckluftbremse interessiert war.

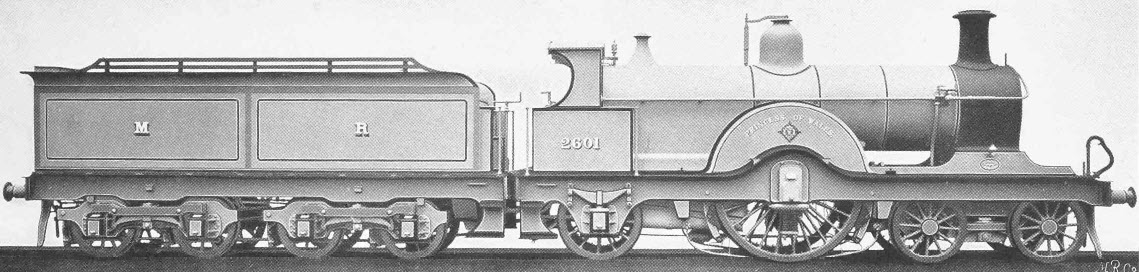
Single-Lokomotive der Klasse 2601 der Midland Railway

Der Gresham-Sander bewirkte, dass die Midland Railway Ende der 1880er-Jahre wieder begann, Single-Lokomotiven zu bauen. Diese Bauart war bei den meisten Bahnen zu schwach geworden, weil die einzelneTriebachse nicht mehr imstande war, genügend hohe Zugkräfte für die schwerer gewordenen Züge aufzubringen.  Mit dem Sander von Gresham konnte aber die Traktion merklich verbessert werden, sodass Samuel Waite Johnson, der Oberingenieur der MR, wieder auf die einfache Single-Lokomotive setzen konnte. Das letzte Los von zehn Stück der Klasse 2601 wurde erst 1900 fertiggestellt. 